# Tiento (classique)
Pour les articles homonymes, voir Tiento (homonymie).
Mot espagnol substantif signifiant « le toucher », dérivé du verbe tentar : « tâter » [le clavier] mais aussi secondairement : « essayer » et « inciter » , le tiento (tento en portugais) est une des formes primitives de l'écriture musicale instrumentale employant le contrepoint. D'ailleurs tientos, toujours au pluriel en ce cas, évoque en espagnol les accords que fait le musicien avant de jouer. 
Ce sont les vihuelistes puis les organistes espagnols du XVIe  au  XVIIIe siècle qui donnèrent ce nom à des pièces dont la forme se situe entre la fantaisie et le ricercare italien. Le tiento compte parmi les formes originelles de la fugue classique.

## Compositeurs de tiento
- Luis de Milán (avant 1500 - après 1561)
- Heliodoro de Paiva (1502-1552)
- Juan Cabanilles (1644-1712)
- Antonio de Cabezón (1510-1566)
- Francisco Correa de Arauxo (1584-1654)
- Manuel Rodrigues Coelho (vers 1555- vers 1635) (« tento »)
- José Elías (1678-1755), organiste et compositeur catalan de musique classique
- Jean Langlais (1907-1991)